# Markedsføringsret
Markedsføringsret er den juridiske disciplin, der beskæftiger sig med lovgivningen om markedsføring. Denne gren af jura sikrer, at virksomheder markedsfører deres produkter og tjenester på en retfærdig og gennemsigtig måde.
Markedsføringsret omfatter en række love og regler, der styrer, hvordan en virksomhed kan markedsføre sine produkter og tjenester. Disse love er designet til at beskytte forbrugerne og sikre en fair konkurrence mellem virksomheder.

## Love og Regulativer
I mange lande er markedsføringsret reguleret af både nationale og internationale love. For eksempel i EU, er markedsføringspraksis reguleret af direktiver som “direktiv om forbrugerrettigheder”, der i dansk ret er implementeret i Forbrugeraftaleloven; samt “direktiv om visse retlige aspekter af informationssamfundstjenester, navnlig elektronisk handel, i det indre marked”, som er implementeret i E-handelsloven. I dansk markedsføringsret er den generelle lov dog markedsføringsloven.

## Overtrædelse og Sanktioner
Overtrædelse af markedsføringsloven kan resultere i både civile og strafferetlige sanktioner. Disse kan omfatte bøder, forbud mod bestemte markedsføringspraksis og i alvorlige tilfælde, fængselsstraf.